# Vittuone
Vittuone település Olaszországban, Lombardia régióban, Milánó megyében. Lakosainak száma 9248 fő (2023. január 1.). Vittuone Arluno, Cisliano, Corbetta és Sedriano községekkel határos.

## Népesség
A település lakossága az elmúlt években az alábbi módon változott:
| Lakosok száma | 8964 | 9063 | 9152 | 9248 |
|               | 2013 | 2017 | 2018 | 2023 |